# یواس‌اس آلا (وای‌تی-۱۳۹)
یواس‌اس آلا (وای‌تی-۱۳۹) (به انگلیسی: USS Ala (YT-139)) یک کشتی است که طول آن ۱۰۰ فوت (۳۰ متر) می‌باشد. این کشتی در سال ۱۹۳۹ ساخته شد.